# 弘大 (地名)
弘大（ホンデ、韓国語：홍대）は、韓国のソウル特別市にある弘益大学近くの繁華街で、同大学にちなんで名付けられた。アーバンアートやインディーズ音楽文化、数々の地元のショップ、クラブ、カフェ、エンターテイメントで知られている。このエリアはソウルの西端の麻浦区（マポグ）にあり、西橋洞、合井洞、西江洞に広がっている。2000年代に本格的に注目を集め始めて以来、2020年代に於いては基準面積から見るとソウルで最大の繁華街と呼んでも過言ではないほど成長した。もう一つの繁華街明洞と比較すると、ショッピングよりナイトライフ文化がより活発な街で、周辺に大学が多く、若い雰囲気を感じる事が出来る街でもある。2019年には、当地に於いて「弘大日本人女性暴行事件」が起きた。

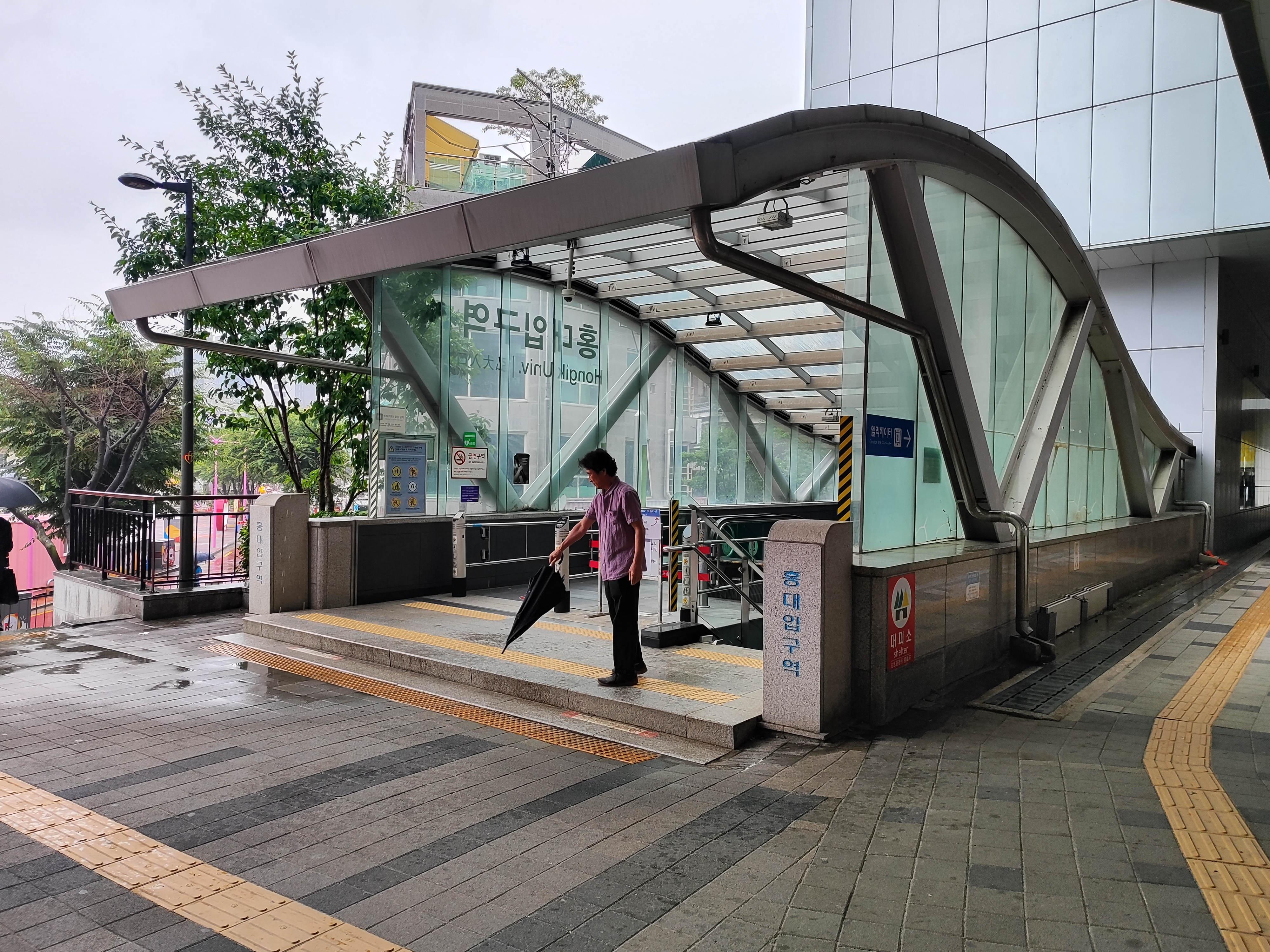
弘大入口駅
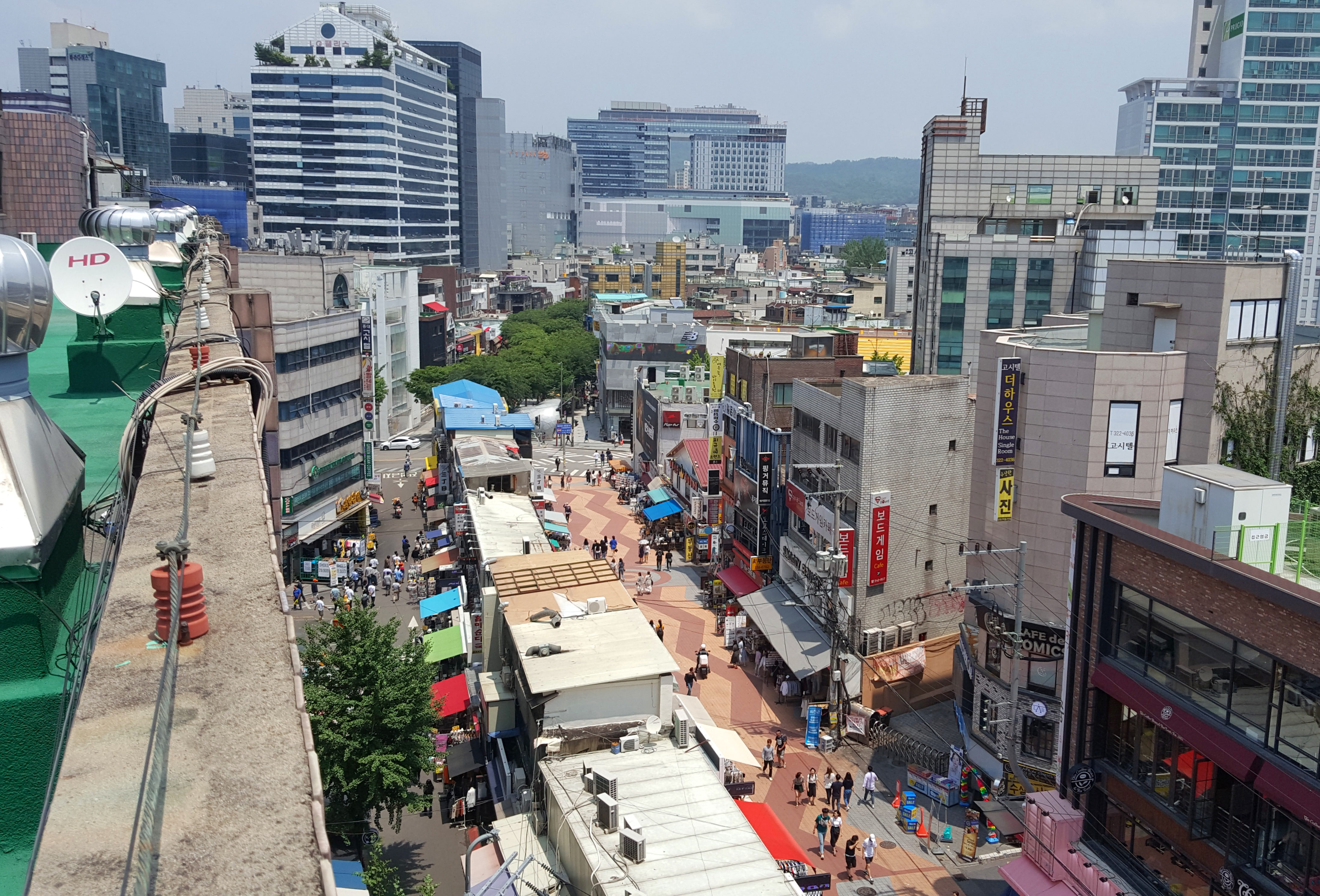
俯瞰
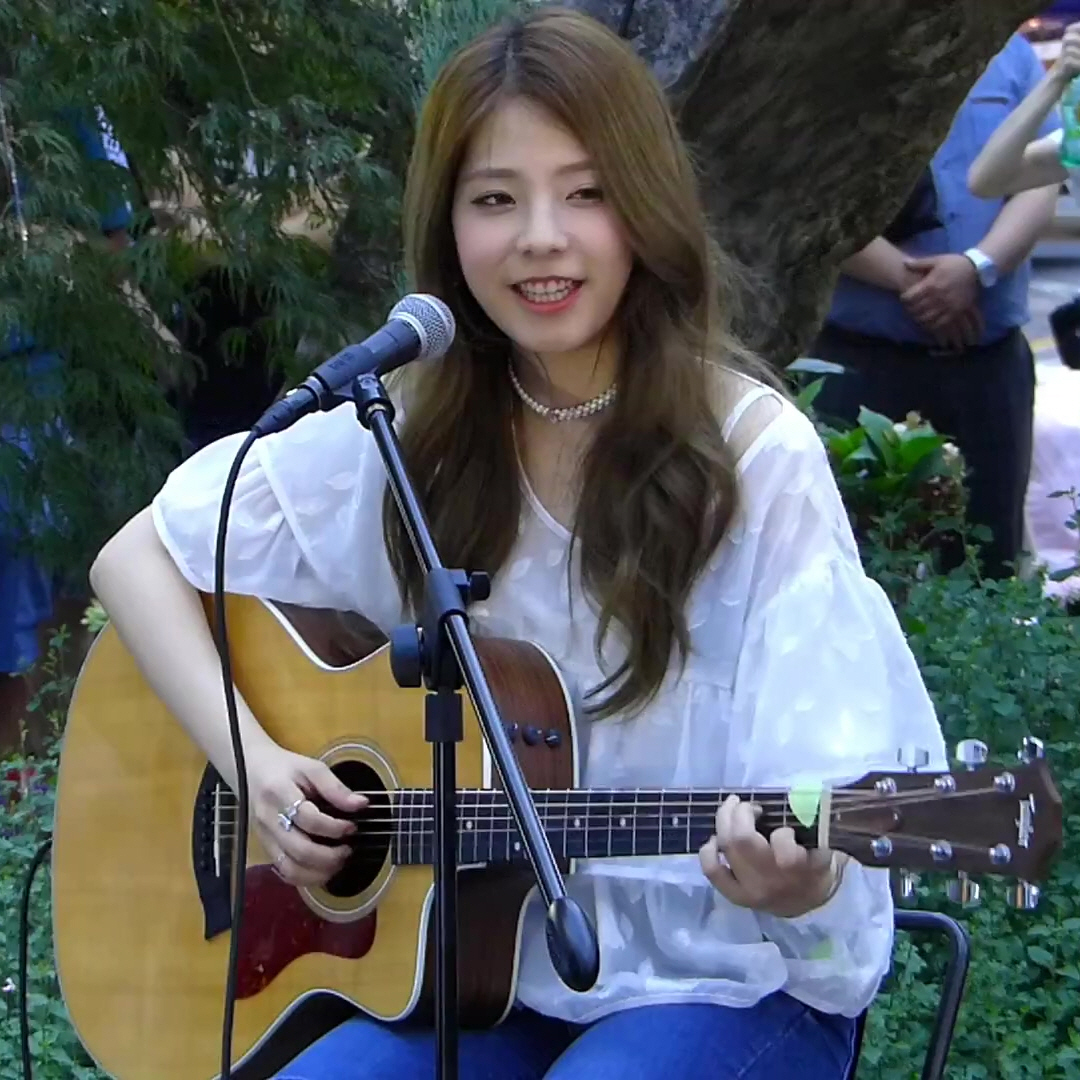
ストリートパフォーマー
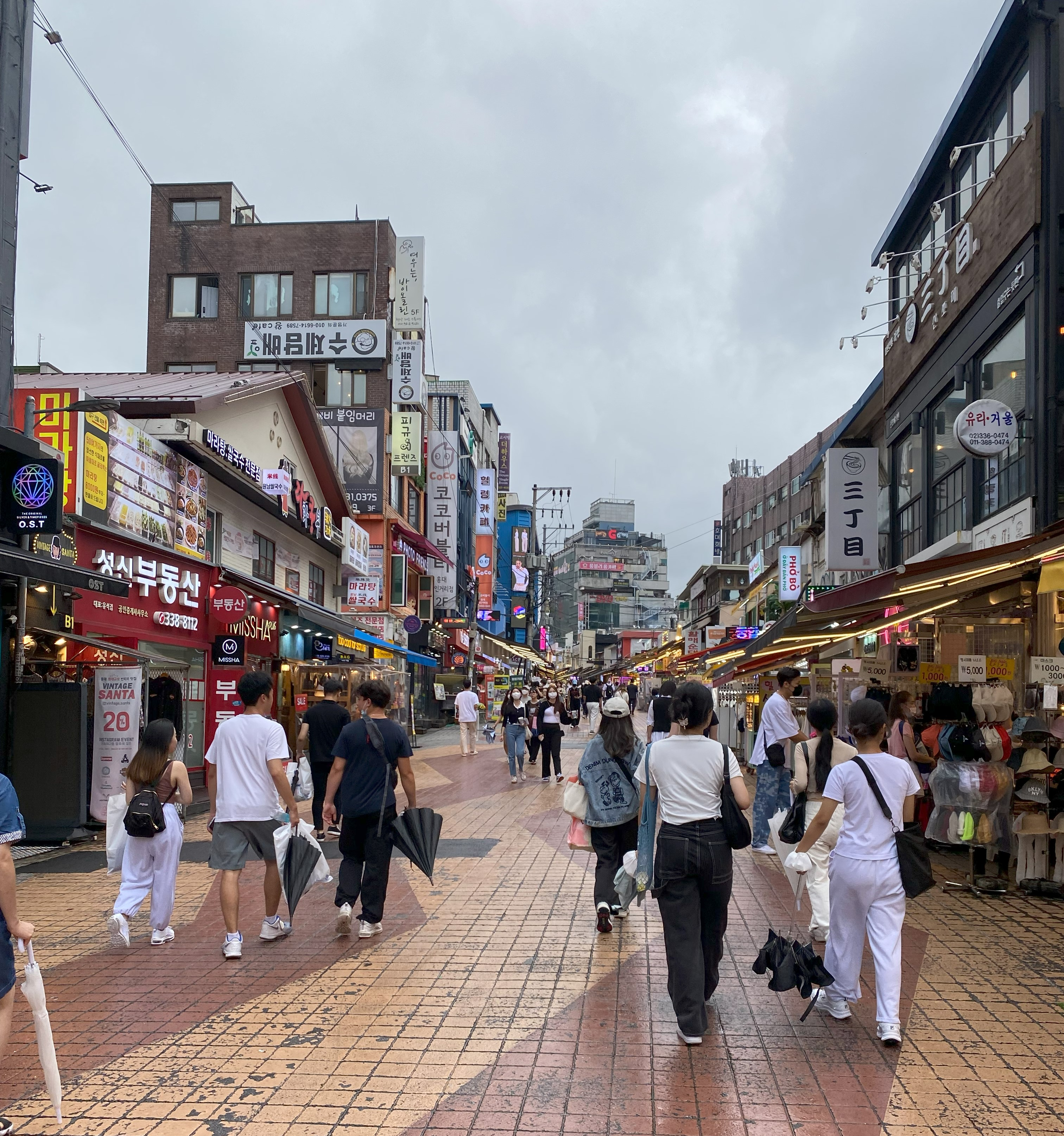
ストリートの光景
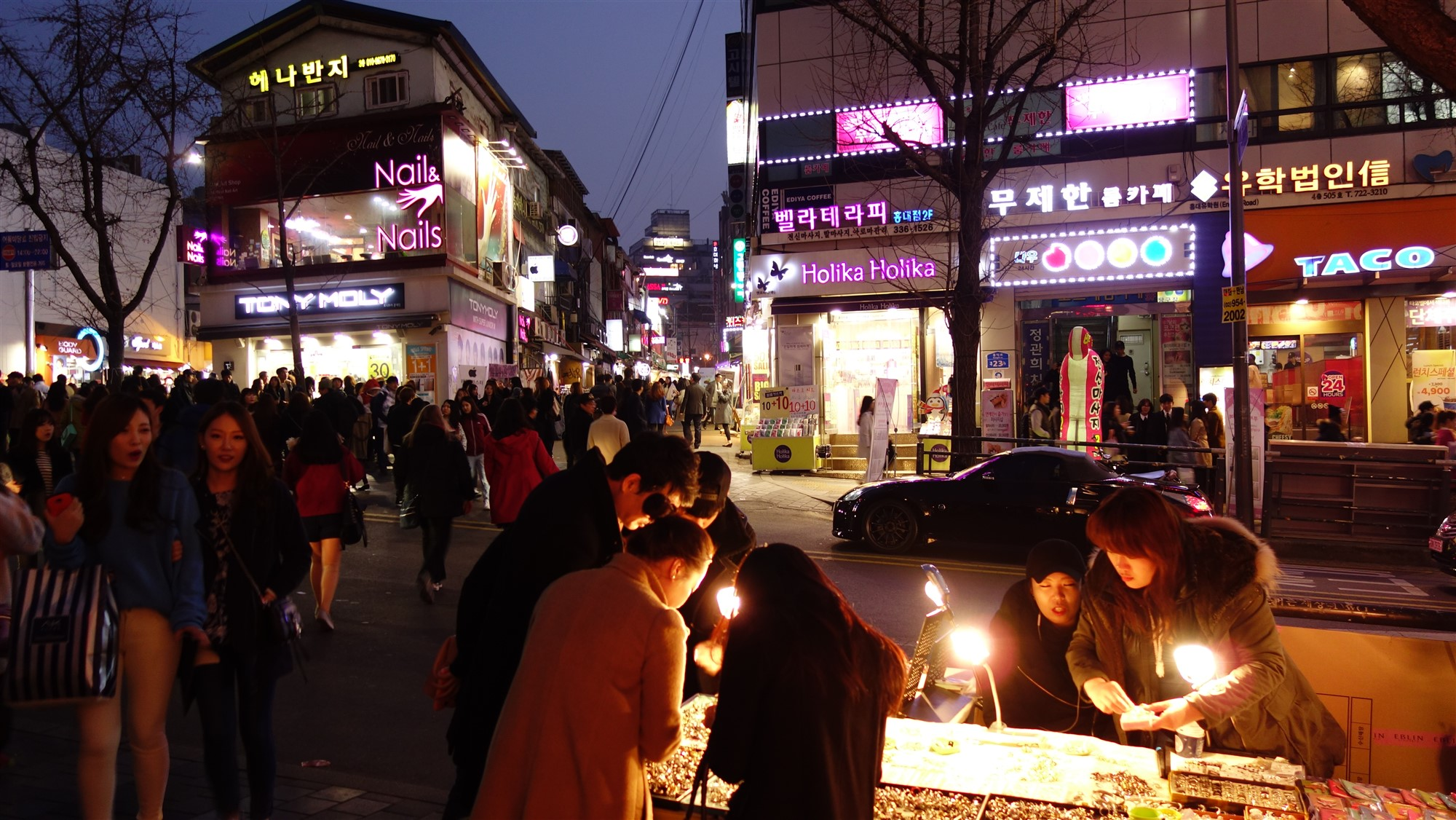
夜の弘大。露店も見える

## 名前の由来
弘大（홍대 ）の名は、弘益大学校（홍익 대학교 、 ホンイクデハッキョ）の略称に由来する。

## 鉄道駅
- 弘大入口駅